# Alminas Mačiulis

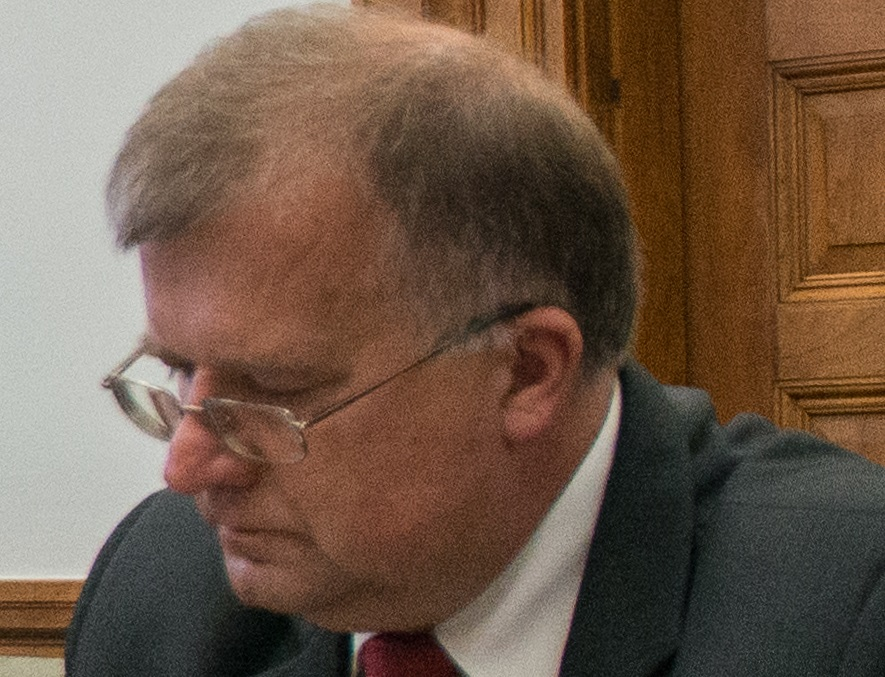
Alminas Mačiulis

Alminas Mačiulis (*  31. März 1961) ist ein litauischer Beamter, ehemaliger Regierungskanzler Litauens und Politiker, Vizeminister.

## Leben
Nach dem Abitur an der Sekundarschule in Sowjetlitauen absolvierte er 1984 das Diplomstudium der Transportingenieurwesen-Wirtschaft an der Technischen Gediminas-Universität Vilnius in der litauischen Hauptstadt Vilnius. 1997 promovierte er dort.
Von 1984 bis 1991 arbeitete er an der Litauischen Akademie der Wissenschaften als wissenschaftlicher Mitarbeiter, von 1991 bis 1993 arbeitete er im Verkehrsministerium Litauens. Von 2001 bis 2002 war er als Vizeminister, von 2002 bis 2009 als Staatssekretär und von 2009 bis 2011 als Kanzler im Verkehrsministerium tätig. Ab 2012 war er Regierungskanzler des Ministerpräsidenten Algirdas Butkevičius. Von 2016 bis 2020 war er Vizekanzler der Regierung (Kabinett Skvernelis, geleitet von Saulius Skvernelis) und bis Dezember 2024 Vizekanzler sowie von November bis Dezember 2024 kommissarischer Regierungskanzler von Kabinett Šimonytė, geleitet von Ingrida Šimonytė. 